# 云反馈
云反馈是云量和地表气温之间的耦合，其中地表气温的变化导致云的变化，进而放大或减少初始温度扰动。云反馈可以影响内部产生的气候变率 的幅度，或者它们可以影响由外部辐射强迫引起的气候变化的幅度。 
预计全球变暖将改变云的分布和类型。  从下方看，云层将红外辐射反射回地表，从而产生变暖效应；从上方看，云层反射阳光并向太空发射红外辐射，从而发挥降温作用。 
全球气候模型之间的云表示方式各不相同，云量的微小变化会对气候产生很大影响。  行星边界层云建模方案的差异会导致气候敏感性导出值的巨大差异。响应全球变暖而减少边界层云的模型的气候敏感性是不包括此反馈的模型的两倍。 然而，卫星数据显示，云层的光学厚度实际上会随着温度的升高而增加。 净效应是变暖还是变冷取决于云的类型和高度等细节；这些都是气候模型中难以表示的细节。

## 云反馈的其他影响
除了云本身对温度升高的反应外，其他反馈也会影响云的性质和形成。水汽的量和垂直分布与云的形成密切相关。冰晶已被证明在很大程度上影响水蒸气的量。 副热带对流层上层的水汽与水汽和冰的对流有关。亚热带湿度的变化可能会提供负反馈，从而减少水蒸气的量，这反过来又会起到调解全球气候转变的作用。 
云量的变化与其他反馈密切相关，包括水汽反馈和冰反照率反馈。预计气候变化将改变云冰和过冷云水之间的关系，进而影响云的微物理，从而导致云的辐射特性发生变化。气候模型表明，变暖会增加部分云量。云量增加的反照率使气候变冷，导致负反馈；而云层对红外辐射的反射会使气候变暖，从而产生正反馈。 预计极地地区温度升高会增加低层云的数量，其分层会阻止水分对流到高层。这种反馈将部分抵消由于多云而增加的地表变暖。这种负反馈的影响小于正反馈。高层大气不仅抵消了导致冷却的负反馈，因此随着更多CO2进入系统，CO2的增加实际上加剧了正反馈。 

2019 年的一项模拟预测，如果温室气体达到当前大气二氧化碳水平的三倍，那么层积云可能会迅速消散，从而导致进一步的全球变暖。 

## IPCC 报告中的云反馈
政府间气候变化专门委员会(IPCC) 评估报告包含有关云反馈对气候模型影响的知识现状的总结。 IPCC 第四次评估报告（2007 年）指出： 
通过将太阳辐射反射回太空（云的反照率效应）和捕获地表和对流层低层发出的红外辐射（云的温室效应），云对地球的辐射收支产生了两种相互竞争的影响。这两种效应通常被称为云辐射强迫 (CRF) 的 SW（短波）和 LW（长波）分量。这两个组成部分之间的平衡取决于许多因素，包括宏观物理和微观物理云特性。在当前气候下，云对气候产生降温作用（全球平均 CRF 为负）。为了应对全球变暖，云对气候的冷却效应可能会增强或减弱，从而对气候变暖产生辐射反馈（Randall et al ., 2006; NRC, 2003; Zhang, 2004; Stephens, 2005; Bony et al . ., 2006)。

在最近的IPCC 第五次评估报告（2013 年）中，第 1 工作组报告在第 7 章“云和气溶胶” 中讨论了云反馈效应，并在第 1 章中对不确定性进行了一些额外的讨论9、《气候模型评价》。 报告指出，“云反馈研究指出了云对气候变化的响应的五个方面，这些方面在此进行了区分：高层云高度的变化、水文循环和风暴轨迹变化对云系统的影响、低层云量的变化。 ，微观物理引起的不透明度（光学深度）变化和高纬度云的变化。”净辐射反馈是升温和降温反馈的总和；执行摘要指出“所有云类型的净辐射反馈的迹象不太确定，但可能是积极的。云反馈的符号和幅度的不确定性主要是由于变暖对低云的影响的持续不确定性。”他们估计来自所有云类型的云反馈为 +0.6 W/m 2 °C（不确定带为 -0.2 到 +2.0），并继续说道，“所有全球模型继续产生接近零到中等强度的正净云反馈。” 

在最新一代的全球气候模型中，密切相关的有效气候敏感性显着提高。相对于上一代模型，模型中云的物理表示的差异推动了这种增强的敏感性。   